# Şamaxı FK
Şamaxı FK (dawniej İnter Baku, Keşlə FK) – azerski klub piłkarski z siedzibą w Şamaxı.

## Historia

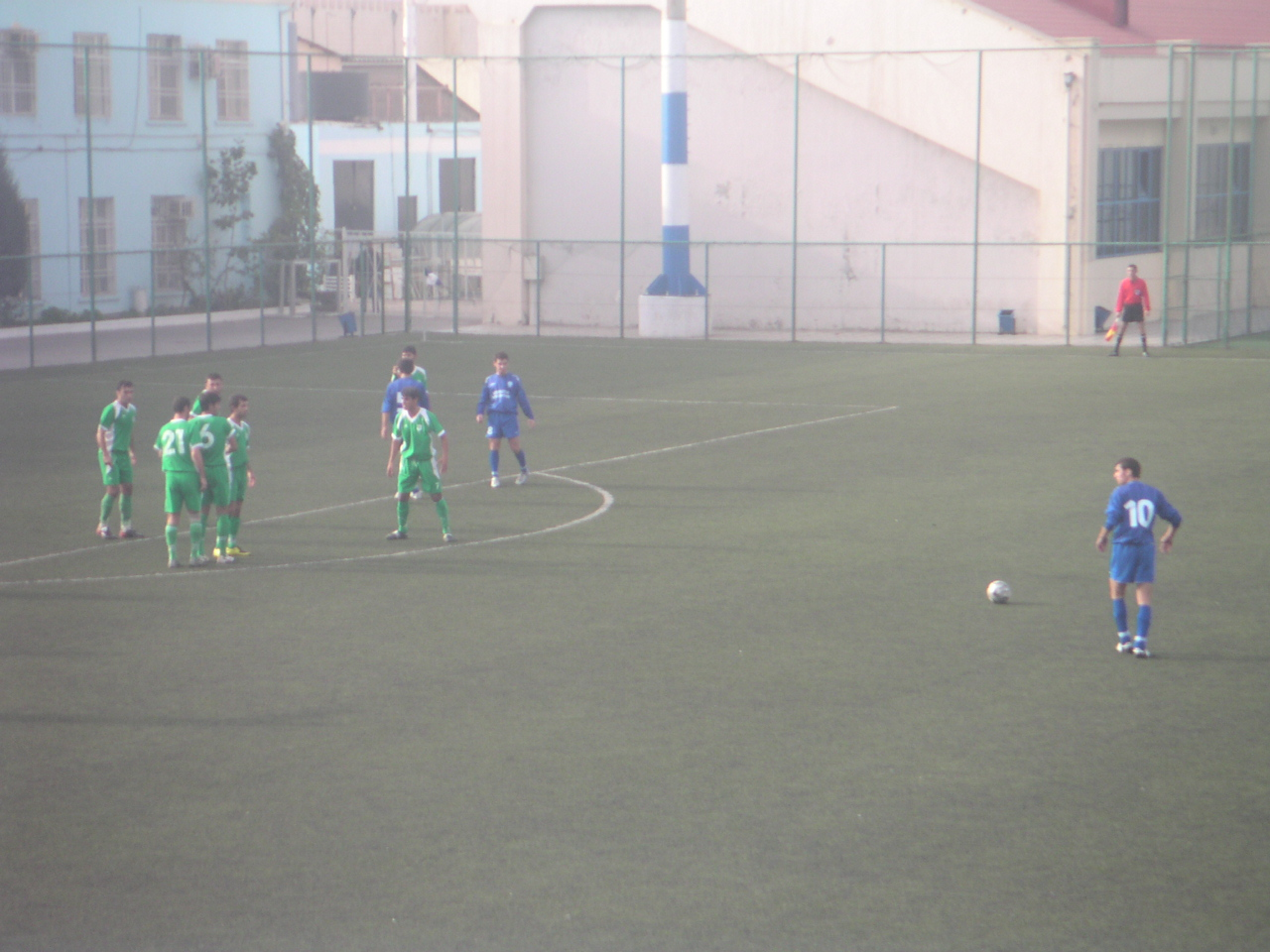
İnter Baku podczas meczu w listopadzie 2007 roku na Shafa Stadium

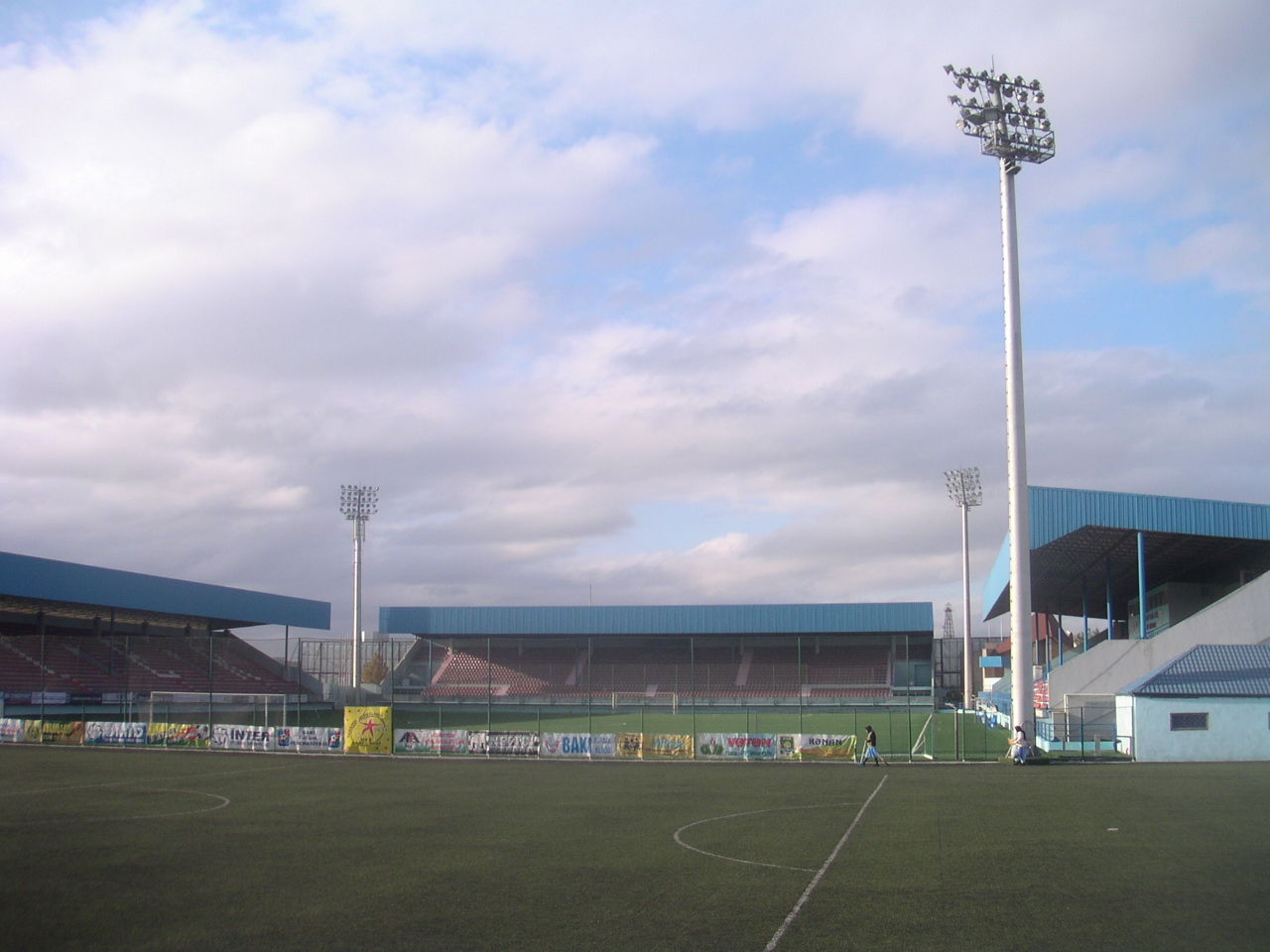
Shafa Stadium

İnter Baku został założony w 1997, ale początkowo miała inną nazwę – Xəzər Universiteti. W tym samym roku Xəzər Universiteti – pierwszy prywatny uniwersytet w Azerbejdżanie – założył klub piłkarski o tej samej nazwie i dołączył do amatorskiej ligi. W sezonie 1999/2000, Xəzər Universiteti zadebiutował w Premyer Liqa i zajął 11. miejsce. W następnym roku, Xəzər Universiteti zajął 7. miejsce. W sezonach 2001/2002 i 2002/2003 nie wziął udziału w rozgrywkach, by następnie w sezonie 2003/2004 zająć 4. miejsce. Dzięki temu osiągnięciu Xəzər otrzymał prawo do gry w Pucharze Intertoto.
W pierwszej turze Pucharu Intertoto, Xəzər Universiteti spotkał się z SC Bregenz z Austrii i wygrał u siebie 2:1. A następnie w Bregancji wygrał z miejscowym zespołem 3:0. Po tych niespodziewanych zwycięstwach Xəzər przystąpił do drugiej rundy z myślą przejścia dalej. Xəzər Universiteti natrafił na fiński Tampere United. Pierwszy mecz okazał się zwycięski dla azerskiej drużyny, która w Baku wygrała z Finami 1:0. Na rewanż Azerowie przyjechali do Finlandii pewni siebie, co potem okazało się chybnie ponieważ przegrali 0:3 i zakończyli Europejskie Puchary na drugiej rundzie eliminacji Pucharu Intertoto.
W lecie 2004 wszystkie prawa do klubu Xəzər Universiteti zostały przeniesione do nowo utworzonego Football Club International Baku.
W sezonie 2006/2007 klub powtórzył wynik z sezonu 2003/2004 i zajął 4. miejsce. Jednak to w sezonie 2007/2008 İnter osiągnął najlepszy wynik w lidze i wygrał Premyer Liqa z ilością 58 pkt. İnter zaczął stawać się liczącą drużyną w lidze azerskiej. Bo już w następnym sezonie 2008/2009 zajął 2. miejsce i otrzymał prawo gry w Lidze Europy.
W sezonie 2008-09 w pierwszej turze eliminacji do Ligi Mistrzów, İnter Baku spotkał się z macedońskim FK Rabotniczki Skopje u siebie z którym zremisował bezbramkowo, a następnie w Macedonii zremisował 1:1 i awansował dalej. Zadecydowała o tym większa ilość strzelonych goli na wyjeździe.
İnter Baku przystąpił do drugiej rundy w której spotkał się z Partizanem Belgrad. Pierwszy mecz odbył w Baku, tam İnter zremisował 1:1, jednak w meczu rewanżowym na wyjeździe przegrał 0:2.
W sezonie 2010/2011 İnter Baku spotkał się w II rundzie wstępnej Ligi Mistrzów z Lechem Poznań. W Baku gospodarze przegrali 0:1 (gol Artura Wichniarka). W rewanżu azerski klub niespodziewanie wygrał 1:0 i do wyłonienia zwycięzcy dwumeczu niezbędne były rzuty karne. Konkurs „jedenastek” wygrał Lech w stosunku 9:8, w związku z czym pucharowe zmagania İnteru w tym sezonie zakończyły się.
W październiku 2017 zmienił nazwę na Keşlə FK. W sezonie 2018/2019 zespół zajął ostatnie miejsce w pierwszej lidze.
6 kwietnia 2022 klub przyjął nazwę Şamaxı FK.

## Osiągnięcia
- Złoty medal mistrzostw Azerbejdżanu: 2008, 2010
- Srebrny medal mistrzostw Azerbejdżanu: 2009, 2014, 2015
- Brązowy medal mistrzostw Azerbejdżanu: 2012, 2013, 2017, 2020
- Puchar Azerbejdżanu: 2017/18, 2020/21

## Europejskie puchary
Legenda do wszystkich tabel:
- Q – runda eliminacyjna, 1/16, 1/8, 1/4, 1/2 – odpowiednia faza rozgrywek, Grupa – runda grupowa, 1r gr – pierwsza runda grupowa, 2r gr – druga runda grupowa, F – finał, R – runda, PO – play-off
- k. – rzuty karne, los. – losowanie, Dogr. – dogrywka, w. – zasada bramek strzelonych na wyjeździe

| Sezon   | Rozgrywki               | Runda | Przeciwnik       | Dom             | Wyjazd          | Ogólnie         |
| ------- | ----------------------- | ----- | ---------------- | --------------- | --------------- | --------------- |
| 2004    | Puchar Intertoto        | 1R    | SC Bregenz       | 2–1             | 3–0             | 5–1             |
| 2004    | Puchar Intertoto        | 2R    | Tampere United   | 1–0             | 0–3             | 1–3             |
| 2008/09 | Liga Mistrzów           | 1Q    | Rabotnički       | 0–0             | 1–1             | 1–1, w.         |
| 2008/09 | Liga Mistrzów           | 2Q    | Partizan         | 1–1             | 0–2             | 1–3             |
| 2009/10 | Liga Europy             | 1Q    | Spartak Trnawa   | 1–3             | 1–2             | 2–5             |
| 2010/11 | Liga Mistrzów           | 2Q    | Lech Poznań      | 0–1             | 1–0             | 1–1, k: 8–9     |
| 2012/13 | Liga Europy             | 1Q    | Narva Trans      | 5–0             | 2–0             | 7–0             |
| 2012/13 | Liga Europy             | 2Q    | Asteras Tripolis | 1–1             | 1–1             | 2–2, k: 2–4     |
| 2013/14 | Liga Europy             | 1Q    | Mariehamn        | 1–1             | 2–0             | 3–1             |
| 2013/14 | Liga Europy             | 2Q    | Tromsø           | 1–0             | 0–2             | 1–2             |
| 2014/15 | Liga Europy             | 1Q    | Tiraspol         | 3–1             | 3–2             | 6–3             |
| 2014/15 | Liga Europy             | 2Q    | Elfsborg         | 0–1             | 1–0             | 1–1, k: 3–4     |
| 2015/16 | Liga Europy             | 1Q    | KF Laçi          | 0–0             | 1–1             | 1–1, w.         |
| 2015/16 | Liga Europy             | 2Q    | Hafnarfjarðar    | 2–2             | 2–1             | 4–3, Dogr.      |
| 2015/16 | Liga Europy             | 3Q    | Athletic Bilbao  | 0–0             | 0–2             | 0–2             |
| 2017/18 | Liga Europy             | 1Q    | Mladost Lučani   | 2–0             | 3–0             | 5–0             |
| 2017/18 | Liga Europy             | 2Q    | Fola Esch        | 1–0             | 1–4             | 2–4             |
| 2018/19 | Liga Europy             | 1Q    | Balzan           | 2–1             | 1–4             | 3–5             |
| 2020/21 | Liga Europy             | 1Q    | KF Laçi          | 0–0 (D), k: 4–5 | 0–0 (D), k: 4–5 | 0–0 (D), k: 4–5 |
| 2021/22 | Liga Konferencji Europy | 2Q    | PFK Soczi        | 2–4             | 0–3             | 2–7             |

## Trenerzy
| Ismail Aliev       | Azerbejdżan | 1997-99   |
| Samir Alekperov    | Azerbejdżan | 1999-00   |
| Boyukaga Agaev     | Azerbejdżan | 2001-04   |
| Anatolij Końkow    | Ukraina     | 2004-06   |
| Oleg Smolaninow    | Rosja       | 2006      |
| Wałentyn Chodukin  | Ukraina     | 2006-09   |
| Kachaber Cchadadze | Gruzja      | 2009-2015 |
| Zaur Swanadze      | Gruzja      | 2015-2017 |
| Ramiz Məmmədov     | Azerbejdżan | 2017      |
| Jurij Maksymow     | Ukraina     | 2018-     |

## Piłkarze

### Obecny skład
Stan na 21 października 2018
| Nr | Poz. | Piłkarz                  |
| -- | ---- | ------------------------ |
| 1  | BR   | Kamran Aghayev (kapitan) |
| 2  | OB   | Sertan Tashkin           |
| 3  | OB   | Denis Silva              |
| 4  | OB   | Slavik Alkhasov          |
| 7  | NA   | Vaqif Cavadov            |
| 9  | NA   | Amil Yunanov             |
| 10 | NA   | Ruslan Nasirli           |
| 11 | NA   | Bahodir Nasimov          |
| 14 | NA   | Andre Clennon            |
| 16 | BR   | Shahin Zakiyev           |
| 17 | PO   | Samir Masimov            |
| 18 | OB   | Ruslan Əmircanov         |
| 19 | OB   | Azer Salahli             |
| 21 | PO   | Hervé Tchami             |

| Nr | Poz. | Piłkarz            |
| -- | ---- | ------------------ |
| 22 | PO   | Nikola Mitrović    |
| 23 | NA   | Jonathan Ayité     |
| 24 | PO   | Fuad Bayramov      |
| 30 | BR   | Davud Karimi       |
| 31 | PO   | Giorgos Georgiadis |
| 33 | OB   | Tarlan Guliyev     |
| 65 | OB   | Jabir Amirli       |
| 66 | OB   | Murad Gayali       |
| 80 | PO   | Diallo Guidileye   |
| 88 | PO   | Mammad Guliyev     |
| 90 | PO   | Ebrima Sohna       |
| 93 | OB   | Edvinas Girdvainis |
| 97 | PO   | Elnur Jafarov      |